# Echthrogaleus denticulatus
Echthrogaleus denticulatus är en kräftdjursart som beskrevs av Sidney Irving Smith 1874. Echthrogaleus denticulatus ingår i släktet Echthrogaleus och familjen Pandaridae. Inga underarter finns listade i Catalogue of Life.